# Dying Light: The Beast
Dying Light: The Beast es un próximo videojuego de survival horror desarrollado y publicado por Techland. Originalmente concebido como un paquete de contenido descargable para Dying Light 2: Stay Human, se lanzará para Windows, PlayStation 4, PlayStation 5, Xbox One, Xbox Series X y Series S a mediados de 2025 como un juego independiente.

## Trama
Kyle Crane, protagonista del primer juego, regresa como protagonista de The Beast. Tras escapar de su cautiverio, Crane busca vengarse del Barón, un misterioso villano que experimentó con él durante 13 años.

## Modo de juego
Dying Light: The Beast es un videojuego de acción y aventuras en primera persona. El juego se ambienta en Castor Woods, un popular destino turístico rural invadido por zombis. Los jugadores pueden explorar este mundo abierto usando las habilidades de parkour de Crane o conduciendo un vehículo 4x4. Al igual que en el primer juego, los zombis son lentos bajo la luz del sol, pero se vuelven más agresivos y hostiles por la noche. Crane puede usar diversas armas cuerpo a cuerpo y de fuego para derrotar a los enemigos. Tras años de experimentación, Crane puede usar habilidades sobrehumanas que le permiten correr y esprintar más rápido que los humanos. También puede activar el «Modo Bestia», que le permite lanzar poderosos ataques con las manos y lanzar objetos del entorno a los enemigos para causarles un gran daño. A medida que los jugadores progresen, podrán desbloquear más habilidades para Crane y potenciar su destreza en combate. Al igual que sus predecesores, el juego es compatible con el modo multijugador cooperativo para 4 jugadores.

## Desarrollo
The Beast originalmente estaba previsto que fuera el segundo paquete de contenido descargable de Dying Light 2: Stay Human. Tras la filtración de la historia principal del paquete por parte de hackers en 2023, el equipo decidió convertirlo en un juego independiente. Techland describió el juego como una experiencia compacta, más corta que Dying Light y Dying Light 2. El juego también tenía una narrativa lineal, a diferencia de la estructura ramificada introducida en Dying Light 2. Según Tymon Smektala, director de franquicia de Techland, la decisión de traer de vuelta a Crane como protagonista del juego fue recibida con entusiasmo en el estudio. Crane, quien ya era «mayor, más atormentado y con un fuerte deseo de venganza», fue interpretado por Roger Craig Smith. Smith agregó que se sorprendió cuando Techland le pidió que volviera al papel debido al final del personaje en Dying Light y su expansión, The Following.
Según Techland, el juego puso mayor énfasis en la supervivencia en comparación con Dying Light 2, y el equipo buscó «recuperar» el miedo que los jugadores pudieron experimentar cuando jugaron a Dying Light por primera vez. Las armas y los vehículos no eran duraderos en el juego, lo que obligaba a los jugadores a adaptarse a diferentes escenarios de combate. El equipo describió Castor Woods como un «valle rural y boscoso» inspirado en Twin Peaks. Si bien el entorno natural ofrecía menos oportunidades para que los jugadores usaran las habilidades de parkour para realizar movimientos transversales, los puntos de referencia y los edificios del juego fueron diseñados para garantizar que los jugadores deban usar la agilidad de Crane para alcanzar sus objetivos.

## Lanzamiento
The Beast fue anunciado oficialmente por Techland en el Gamescom de 2024. El juego se lanzará para Microsoft Windows, PlayStation 5 y Xbox Series X y Series S el 22 de agosto de 2025. Los jugadores que posean la edición definitiva de Dying Light 2 recibirán The Beast gratis, ya que Techland «quería mostrar su agradecimiento a la comunidad que esperó pacientemente el DLC». Sin embargo, la edición definitiva se retiró de la venta en septiembre de 2024.